# 杨桥镇 (临泉县)
杨桥镇，是中华人民共和国安徽省阜阳市临泉县下辖的一个乡镇级行政单位。

## 行政区划
杨桥镇下辖以下地区：
杨桥社区、新安社区、老街社区、段寨村、孙庙村、甄庄村、朱腰庄村、郭沟村、刘大村、后郭寨村、七里桥村、刘庙村和牛井村。